# Matheis Miller
Matheis Miller, häufig auch Mathis Miller, (* um 1480 in Lindau; † nach 1553) war ein Lindauer Maler.

## Leben

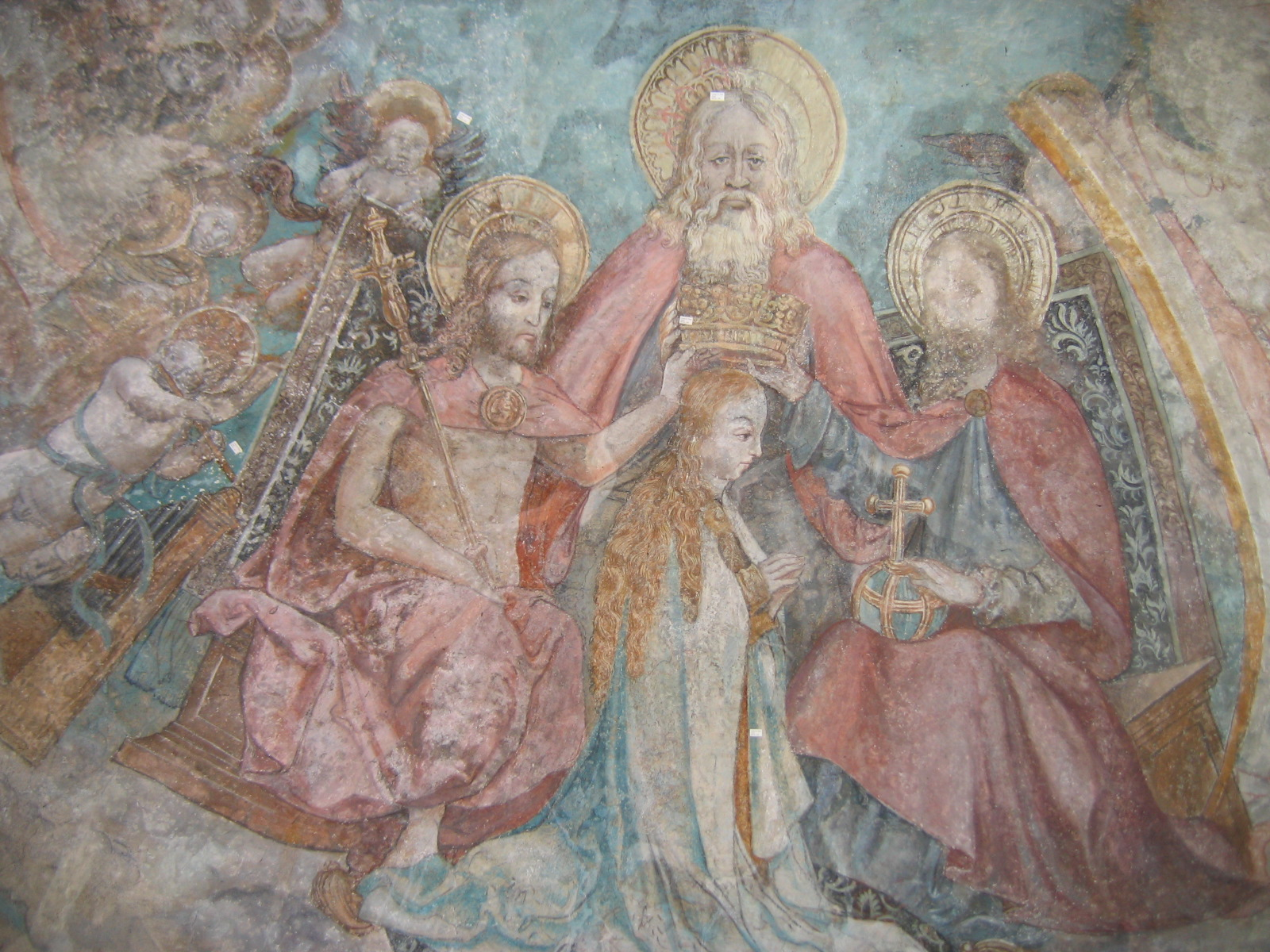
„Marienkrönung“ in der Lindauer Peterskirche

Matheis Miller stammt wahrscheinlich aus einer Lindauer Malerfamilie und wurde dort um 1480 geboren. Über seine Ausbildung ist nichts bekannt, stilistische Kriterien seines Werkes deuten aber auf eine Ausbildung in Ulm oder Augsburg hin. Als Künstler erstmals fassbar wird Miller 1502 aufgrund seiner Signatur auf dem Retabel in der Pfarrkirche von Brione. Zwischen 1516 und 1520 arbeitete er als Maler im Dienst des Grafen Ulrich VII. von Montfort-Tettnang. Er malte 1516 das Fresko des „Jüngsten Gerichts“ in der Lindauer Barfüsserkirche (heute Stadttheater Lindau), 1518 das Tafelbild „Jüngstes Gericht“ und 1521 ein Fresko von Anna selbdritt. Stilistisch lassen sich außerdem weitere Wandgemälde in der Peterskirche und in der Nebenkapelle des ehemaligen Barfüsserklosters in Lindau zuschreiben. Signiert und datiert auf 1518 ist das für die Ratsstube in Bregenz geschaffene Tafelgemälde „Jüngstes Gericht“. Ab 1531 scheint er sich nach der Reformation in Lindau der Glasmalerei zugewandt zu haben und wird in zeitgenössischen Quellen als „Glaser“ bezeichnet, es sind allerdings keine Werke erhalten.
In den Jahren 1536 bis 1544 war er als angesehener Bürger mehrfach Stadtrichter von Lindau, 1537 wurde er zum Zunftmeister in seiner Heimatstadt.

## Werk
Millers Werk bewegt sich stilistisch an der Wende von der Spätgotik zur Renaissance und ist von Hans Holbein dem Älteren beeinflusst. Das Werk seines gleichnamigen Sohnes (1510/16–1569/73), der nach 1535 ebenfalls als Maler tätig ist, ist stilistisch nicht abgrenzbar.